# Barranco (distrito)
O distrito de Barranco é um dos quarenta e três distritos que formam a Província de Lima, pertencente a Região Lima, na zona central do Peru.
O distrito é povoado principalmente por famílias de meio e meio alto nível socioeconómico.
Os fins de semana Barranco é um dos pontos mais movimentados da capital por sua variedade de bares, botecos, restaurantes, baladas, discotecas.
Prefeito: José Rodríguez Cárdenas (2019-2022).

## Transporte
O distrito de Barranco não é servido pelo sistema de estradas terrestres do Peru, visto ser uma comuna urbana da Área Metropolitana de Lima